# François du Bosquet
Pour les articles homonymes, voir Bosquet (homonymie).
Paul Henry François du Bosquet est un prélat français. Né à Narbonne le 28 mai 1605, il est décédé le 24 juin 1676 à Montpellier d'une apoplexie,.

## Biographie
Élève au collège de Béziers, il achève ses études à Foix et à Toulouse. Magistrat, il devient intendant de Haute-Guyenne (1641), fonction qu'il doit quitter à la suite d'une révolte. Il remplace Hercule de Vauquelin en 1642 comme intendant du Languedoc et le reste jusqu'en 1646.
Il est nommé évêque de Lodève le 28 septembre 1648 et consacré le 20 décembre par Claude de Rebé, archevêque de Narbonne. Il est ensuite désigné comme évêque de Montpellier le 10 juillet 1655 et confirmé en janvier 1656. Le 29 juillet 1666, il pose la pierre fondamentale du port de commerce de Sète.
Député de la Province ecclésiastique de Narbonne à l'Assemblée du clergé en 1675, il assiste à l'assemblée générale du clergé de France à Paris.

## Œuvres
- Michaëlis Pselli synopsis legum (1632).
- Pontificum romanorum qui e Gallia oriundi, in ea sederunt, historia (1632) (lire en ligne)[6].
- Ecclesiae gallicanae historiarum liber primus (1636) tome 1.
- Innocentii tertii pontificis maximi epistolarum libri quatuor (1635) (lire en ligne)[7].
- Specimen iconis historicae cardinalis Mazarini (1660).